# 沃尔沃140系列
沃尔沃140系列（英語：Volvo 140 Series）是由沃尔沃汽车公司于1966-1974年間生产的一款紧凑型豪华轿车。

## 歷史

### 開發
沃尔沃140系列的开发始于1960年，并于1966年10月推出，标志着瑞典汽车品牌沃尔沃历史上的一个重要里程碑。该系列内部称为P660，由设计师简·威尔斯加德 (Jan Wilsgaard)领导。这一系列是前身车型沃爾沃Amazon的後續車型，沃爾沃也針對140系列的汽车安全和设计方面进行了革新。
沃尔沃144是该系列的首款车型，引入了几项开创性的安全功能，后来成为整个行业的标准。这些功能包括三回路制动系统、四轮盘式制动器、三点式安全带、防撞折叠转向柱和坚固的安全笼。此外，车内的双加热系统也是当时的创新之一。

### 技术进步
沃尔沃140系列的发展包括引入B20A和B20B发动机，替代了旧款的B18版本。安全性能的提升包括为后排乘客增加头枕和三点式安全带。该系列分为L、DL和GL三种装饰级别，后两者进行了外观更新，并增加了豪华配置。
沃爾沃也推出了該系列的GT版本和车顶更高的145 Express。此外，沃爾沃也進一步開發B20引擎，以符合美國市場的排放標准。

### 1973年重设计与持续改进
1973年，沃尔沃140系列进行了重大设计更新，采用了塑料保险杠、带有更大转向灯的新设计格栅以及后来用于240系列的尾灯。内饰方面，新设计的仪表板配有现代圆形时钟，大型安全方向盘和更新的加热器控制系统。

## 後續車型
沃尔沃140系列为240系列的推出奠定了坚实的基础。该系列继续改进，如引入B20E和B20F发动机，以及更大的防撞保险杠和重新定位的燃油箱，提供更好的后部碰撞保护。

## 圖片

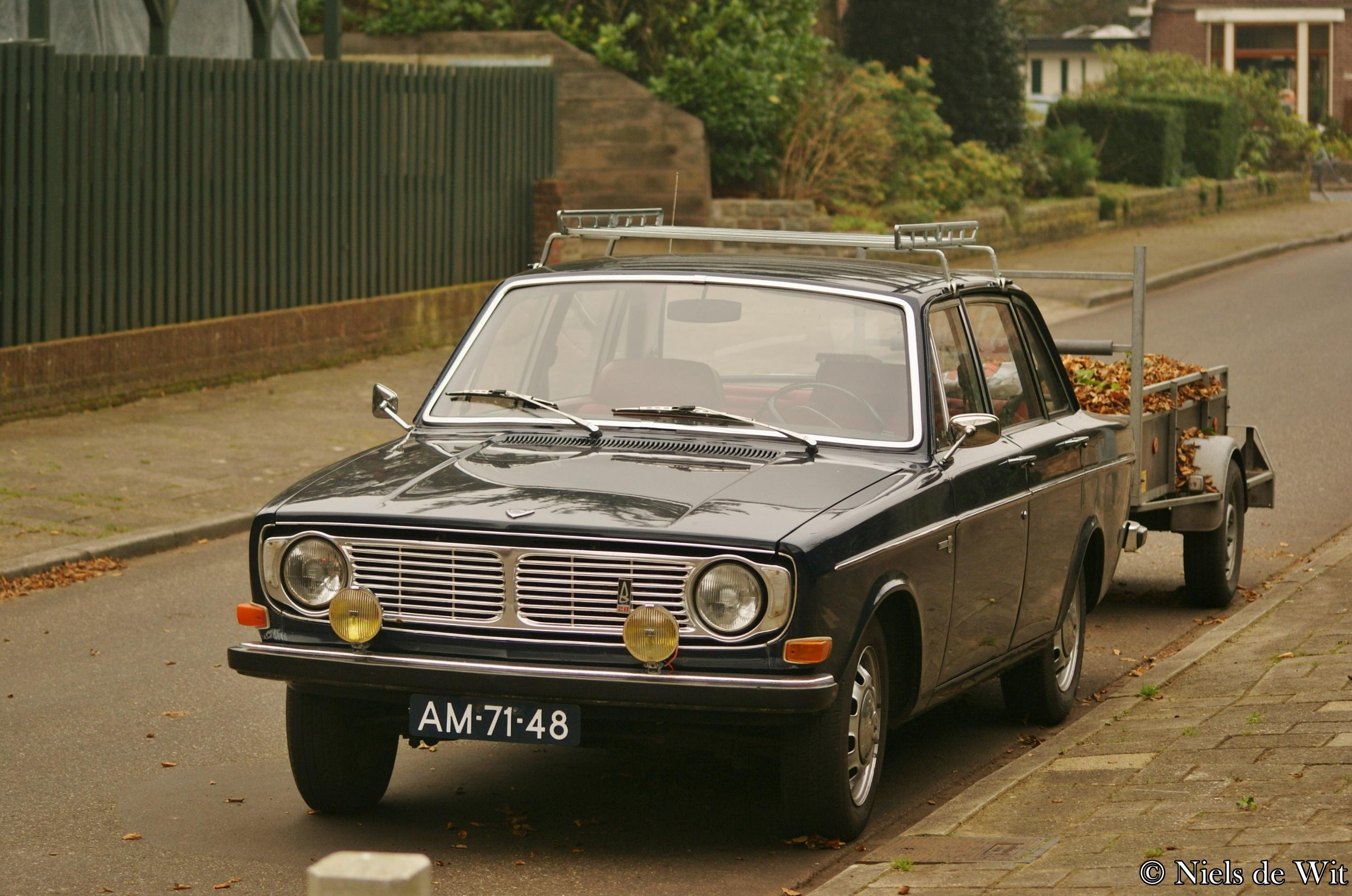
1968年版
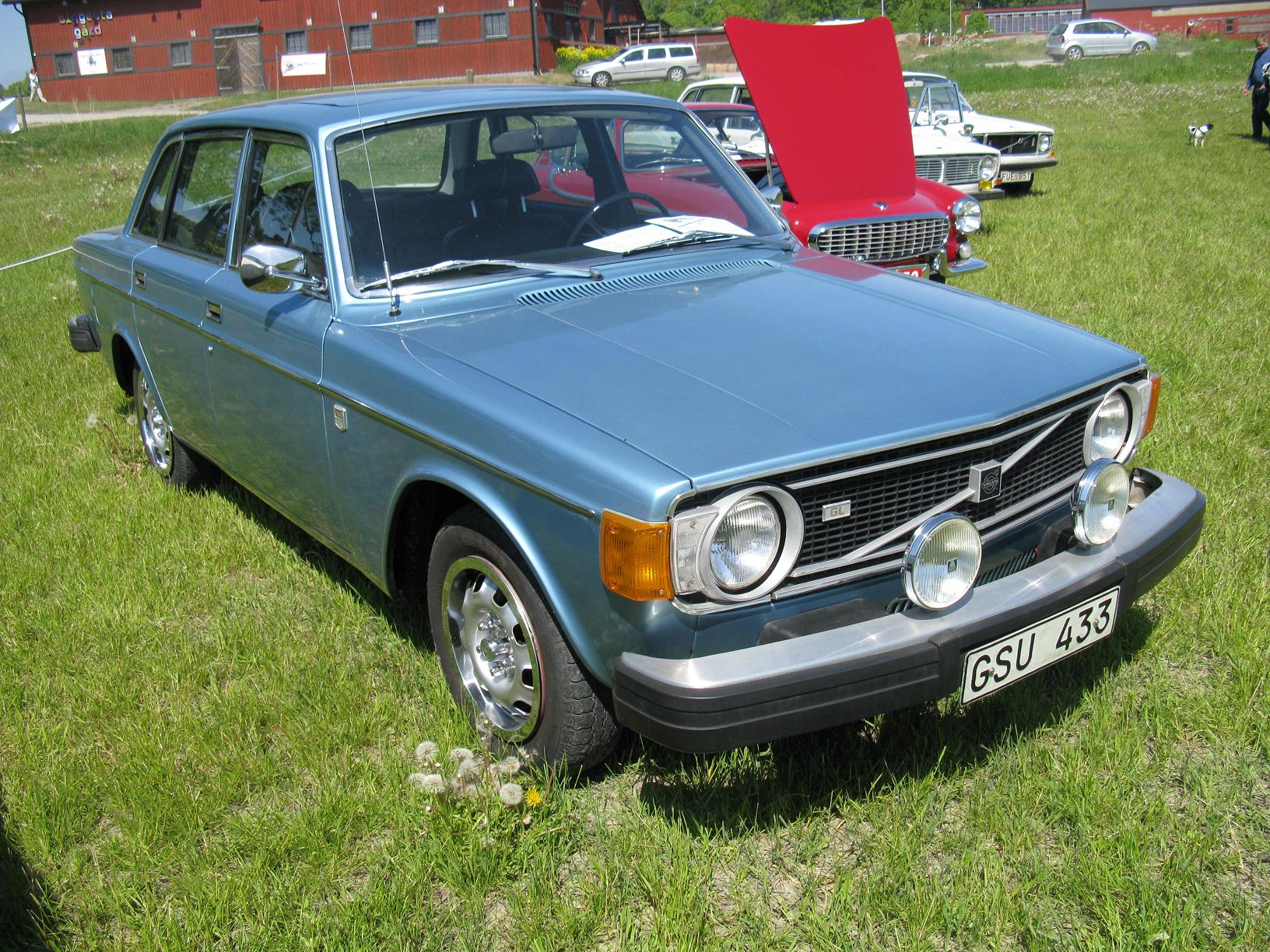
1972年版本
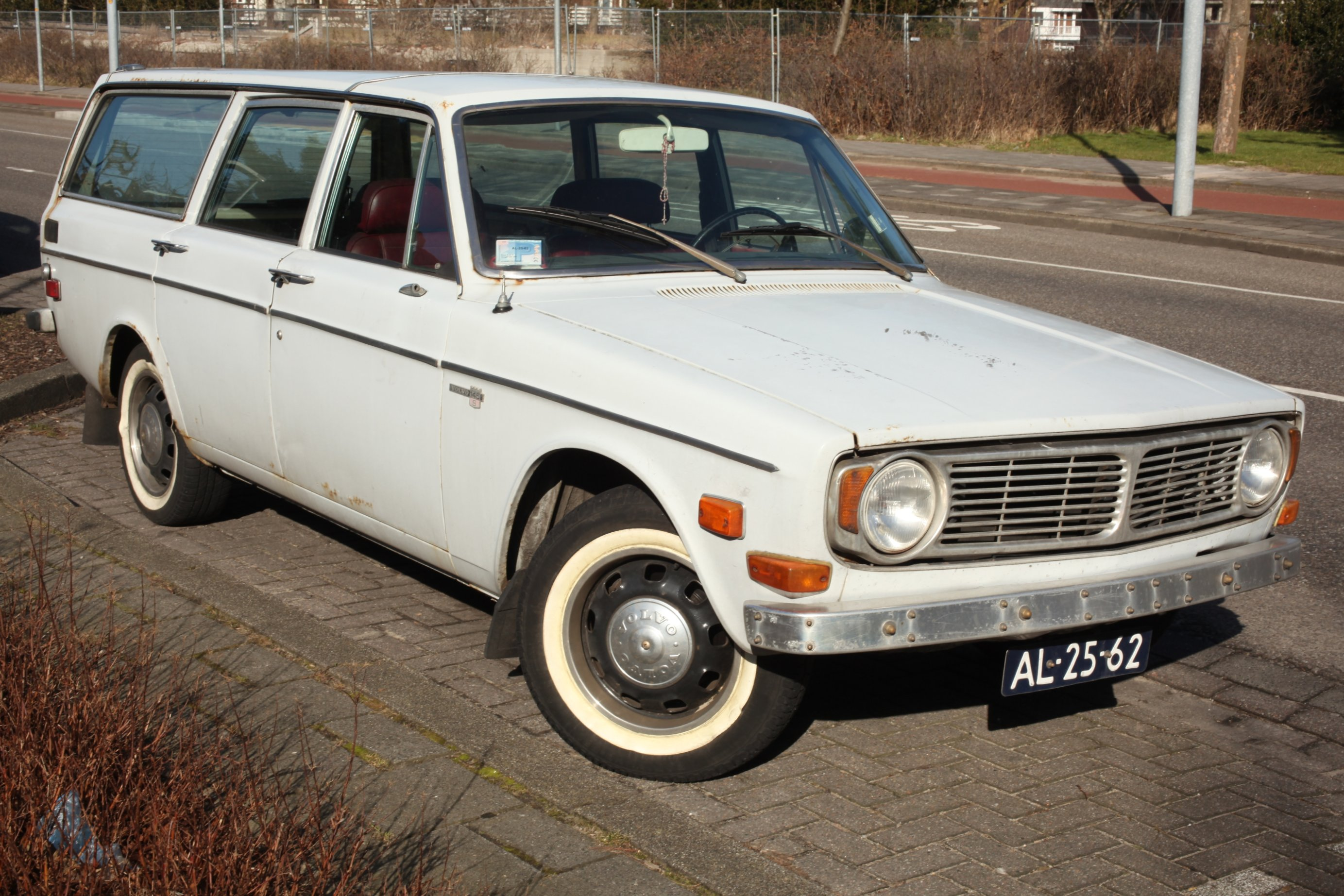
沃尔沃145

1. ↑  Mark J. McCourt. . Hemmings. 9-4-2020  [2024-07-17]. （原始内容存档于2024-07-20） （英语）.
2. ↑  Gavine, Adam. . Vehicle Dynamics International. 2016-08-17  [2024-07-17]. （原始内容存档于2024-07-17） （英语）.
3. ↑  . Tuning Pro - Automotive Performance & Tuning Guides. 2022-11-16 （英语）.
4. ↑  redactie, de. . Auto Motor Klassiek – tijdschrift over oldtimers. 2023-08-18  [2024-07-17]. （原始内容存档于2024-07-17） （中文（臺灣））.
5. ↑  Putten, Erik van. . Auto Motor Klassiek – tijdschrift over oldtimers. 2020-05-26 （中文（臺灣））.
6. ↑  Jay Ramey. . Autoweek. 29-8-2016 （英语）.